# Miltitzia foliosa
Miltitzia foliosa là loài thực vật có hoa trong họ Mồ hôi. Loài này được (M.E. Jones) Brand mô tả khoa học đầu tiên năm 1913.